# Seznam obcí Hontianské župy
Seznam obcí ležících na území bývalé Hontianské župy. Obce jsou rozděleny podle současných okresů a uvedeny pod současným jménem.
Okres Banská Štiavnica
- Města: Banská Štiavnica
- Obce: Baďan, Banská Belá, Banský Studenec, Beluj, Dekýš, Ilija, Počúvadlo, Prenčov, Svätý Anton, Štiavnické Bane, Vysoká

Okres Krupina
- Města: Krupina, Dudince
- Obce: Bzovík, Čabradský Vrbovok, Cerovo, Čekovce, Devičie, Dolný Badín, Dolné Mladonice, Domaníky, Drážovce, Drienovo, Hontianske Moravce, Hontianske Nemce, Hontianske Tesáre, Horný Badín, Horné Mladonice, Jalšovík, Kráľovce-Krnišov, Kozí Vrbovok, Lackov, Ladzany, Lišov, Litava, Medovarce, Rykynčice, Sebechleby, Selce, Senohrad, Sudince, Súdovce, Terany, Trpín, Uňatín, Zemiansky Vrbovok, Žibritov

Okres Levice
- Města: Šahy
- Obce: Bátovce, Bielovce, Bohunice, Bory, Brhlovce, Demandice, Devičany, Dolné Semerovce, Domadice, Drženice, Hokovce, Hontianska Vrbica, Hontianske Trsťany, Horné Semerovce, Horné Túrovce, Hrkovce, Ipeľské Úľany, Ipeľský Sokolec, Jabloňovce, Krškany, Kúbaňovo, Lontov, Malé Kosihy, Malé Ludince, Pastovce, Pečenice, Preseľany nad Ipľom, Pukanec, Santovka, Sazdice, Sikenica, Slatina, Šalov, Tupá, Uhliská, Veľké Túrovce, Vyškovce nad Ipľom, Zalaba, Zbrojníky, Žemberovce

Okres Nové Zámky
- Obce: Sikenička, Malé Kosihy, Pavlová, Salka, Bajtava, Leľa, Kamenica nad Hronom, Chľaba

Okres Veľký Krtíš
- Obce: Balog nad Ipľom, Bátorová, Čebovce, Čelovce, Dačov Lom, Dolinka, Dolné Plachtince, Ďurkovce, Horné Plachtince, Hrušov, Chrastince, Ipeľské Predmostie, Kamenné Kosihy, Kleňany, Koláry, Kosihovce, Kosihy nad Ipľom, Lesenica, Malá Čalomija, Nenince, Opatová Nová Ves, Opava, Príbelce, Sečianky, Seľany, Slovenské Ďarmoty, Stredné Plachtince, Sucháň, Širákov, Trebušovce, Veľká Čalomija, Veľká Ves nad Ipľom, Vinica, Záhorce

Okres Žarnovica
- Obce: Banská Hodruša

Okres Žiar nad Hronom
- Obce: Banky pri Vyhniach